# Żupanie
Żupanie lub Zupanie (ukr. Жупани) – wieś na Ukrainie, w Karpatach, w rejonie stryjskim (do 2020 roku w rejonie skolskim) obwodu lwowskiego. Miejscowość liczy 900 mieszkańców.
Wieś prawa wołoskiego, położona była na początku XVI wieku w ziemi przemyskiej województwa ruskiego. Za II Rzeczypospolitej do 1934 samodzielna gmina jednostkowa, następnie należała do zbiorowej wiejskiej gminy Ławoczne. Początkowo w powiecie skolskim, a od 1932 w powiecie stryjskim w woj. stanisławowskim. W 1926 zlokalizowana była tu Placówka Straży Celnej „Żupanie”. 
W latach 1939 -1944 nacjonaliści ukraińscy z OUN-UPA zamordowali tutaj 68 Polaków, w tym 17 żołnierzy Wojska Polskiego, którzy po kampanii wrześniowej 1939 wracali do swoich domów. Pozostali zginęli głównie w czasie napadu w dniu 23 lipca 1944 r. Banderowcy obrabowali i spalili polskie gospodarstwa oraz zamordowali także Ukraińca Mychajło Jewczyńca za krytykowanie metod UPA. 
Po wojnie wieś weszła w struktury administracyjne Związku Radzieckiego.